# Kolesin (przystanek kolejowy)
Kolesin – zamknięty przystanek osobowy w Kolesinie na linii kolejowej nr 358 Zbąszynek – Guben, w województwie lubuskim w Polsce. Przystanek został zamknięty 1 sierpnia 2005 roku.